# 沈香屑 第一炉香
『沈香屑 第一炉香』は、張愛玲の実質上の文壇デビュー作となった短編小説である。

## 作品概要
はじめ雑誌紫羅蘭第2期(1943年)、第3期(同年)、第4期(同年)の3回に分けて連載され、のち小説集『伝奇』(雑誌社、1944年。増訂本、上海山河図書公司、1946年)に 収録された。

## あらすじ
主人公の葛薇龍は張愛玲作品でしばしば登場することになる「報われない愛を抱えて自滅するヒロイン」である。彼女は両親とともに香港で暮らしながら学校に通っていたが、不況によって上海に帰ることになってしまう。香港に残るために父と不仲であった叔母の梁太太のもとへ居候を申し込む。梁太太は香港の社交界の中で有名人であり、自分の屋敷で頻繁にパーティーを開催するような女性であった。美しく若い才能のある薇龍を社交界のダシに使うため、社交界に引きずり込んでゆく。そこで薇龍は、ジョージという男性に出会い、恋してしまうが彼は仕事もしていない、結婚する女性には金銭的価値を求め、様々な女性と遊び歩くような評判の悪い男性であった。彼をめぐって召使のガイジという女性と大喧嘩した薇龍はショックで両親のいる上海に帰ろうとする。しかし、結局彼を手に入れるために香港に残り、社交界で金銭的に成功をおさめ彼と結婚する。しかし彼女の華やかな生活は長くは続かないことが物語の最後に書かれている。

## 物語の舞台・香港
本作では香港が舞台になっている。張愛玲は香港を物語の舞台にすることが多くある。なぜ張愛玲は香港に舞台を何度も登場させたのか。天津在住の幼いころの数年間と、香港大学に留学していた時期を除いて張愛玲は上海にずっと暮らしていた。また、本人にも上海人の意識は強烈で、「到底是上海人」（やっぱり上海人）という作品から顕著である。また、小説集『伝奇』（1944年出版）の前段で「私は上海人のために1冊の香港の物語を描いた」として、7編の作品を挙げている。このうち香港が舞台になっているのは4作品である。上海人の観点で香港を観察したという。こんなにも張愛玲の作品に香港が出てくるのは上海での今までの生活ととても対照的だったからであり、画期的なものであったという。イギリス植民地であった香港での学生生活は風土や習慣、感性の在りどころなど、これまでの生活と大きな変化であったからというのも、一つの理由である。